# 坂東眞砂子
坂東 眞砂子（ばんどう まさこ、1958年3月30日 - 2014年1月27日）は、日本の小説家。ジャンクロード・ミッシェルとの共同執筆による筆名に梟森 南溟（ふくもり なんめい）がある。

## 来歴
高知県高岡郡佐川町生まれ。土佐高等学校、奈良女子大学家政学部住居学科卒業。イタリアに留学し、ミラノ工科大学やブレラ美術学院でインテリアデザインを学ぶ。帰国後は、フリーライターを経て、寺村輝夫の主催する童話作家育成雑誌「のん」で認められ、児童向けファンタジー小説で作家としてデビューする。後に一般小説に転向する。ホラー小説と呼ばれるジャンルの作品も多いが、「死」と「性」を主題とした作品が特徴である。
タヒチ（仏領ポリネシア）に在住し、家庭菜園で自足自給する生活を送っていたが、イタリアのリド島（リード・ディ・ヴェネツィア）に在住後、故郷の高知に戻り、2009年6月にイタリアンカフェをオープンさせた。
「20世紀末から21世紀初頭の日本人の前向きな実感は食欲と性欲しかないのではないか」と指摘。著書『愛を笑いとばす女たち』の中で、「『すべての男は、私だけに夢中になってほしい』どんな女も、心の中にはこんな願望を抱えている」「つつましい女は『すべての』とはいわないで、『せめて一人の』と言い換えるだろうが大差はない」と語る。
2013年に舌癌が見つかり、治療を受けていたが、2014年1月27日午前11時13分、高知県高知市の病院で死去した。55歳没。

## 「子猫殺し」
2006年8月11日、坂東眞砂子が「日本経済新聞」のコラムにて「天の邪鬼タマ」という題名で、飼い犬が産んだ子犬を自分が「始末した」という内容のエッセイを掲載した。同月18日、同コラムにて「子猫殺し」という題名で、飼い猫が産んだ子猫を崖下に放り投げ殺しているという内容のエッセイを発表した。交尾し子を産むのが雌という性を持つ猫にとっての幸せであり、その幸せを奪わないことと引き替えに、坂東自身が育てられないとして子猫をすぐに母猫から引き離し、崖下へ放り投げ殺すと述べた。
同月25日、これについて動物愛護法の主管官庁である環境省の小池百合子大臣は、「動物愛護の面で残念」と公式会見で述べた。
同月、日本動物愛護協会は、上記エッセイが事実であるのか、倫理審査機関がないのかについて日本経済新聞社へ確認を求める。日本経済新聞社は、事実に基づいたものであり、社内審査機関を通過したものであると回答した。
同年9月22日、「タヒチを領有するポリネシア政府が動物虐待の疑いで告発の動き」と報道された。また、坂東は同日付の「毎日新聞」東京夕刊で、同性愛・ハンセン病患者の例を示して反論すると共に、「充分な調査のない告発であれば言論弾圧だ」と述べた。
坂東の没後掲載された東野圭吾のコラムには、本件について坂東が「二メートル程度の段差」の上から「子猫を裏の草むらに捨てた」が事実であると主張していたことが記されている。

## 受賞歴
- 第1回ノンノ・ノンフィクション賞
- 1982年 第7回毎日童話新人賞優秀賞 - 『ミルクでおよいだミルクひめ』
- 1994年 第1回日本ホラー小説大賞佳作 - 『蟲』
- 1996年 第3回島清恋愛文学賞 - 『桜雨』
- 1996年 第116回直木賞 - 『山妣』
- 2002年 第15回柴田錬三郎賞 - 『曼荼羅道』

## 著書

### 1980年代
- 『ミラノの風とシニョリーナ イタリア紀行』（あかね書房 1986年 のち中公文庫）
- 『クリーニング屋のお月さま』（理論社のようねんどうわ) 1987年）
- 『はじまりの卵の物語』（理論社 1989年）

### 1990年代
- 『メトロ・ゴーラウンド』（偕成社 1992年）
- 『死国』（マガジンハウス 1993年 のち角川文庫） - 1999年に東宝配給で映画化
- 『狗神』（角川書店 1993年 のち文庫） - 2001年に東宝配給で映画化
- 『桃色浄土』（講談社 1994年 のち新潮文庫、角川文庫）
- 『蛇鏡』（マガジンハウス 1994年 のち文春文庫）
- 『蟲』（角川ホラー文庫 1994年）
- 『桜雨』（集英社 1995年 のち文庫）
- 『屍の声』（集英社 1996年 のち文庫）
- 『山妣』（新潮社 1996年 のち文庫）
- 『身辺怪記』（朝日新聞社 1997年 のち角川文庫）
- 『満月の夜古池で』（偕成社 1997年 のち角川文庫）
- 『旅涯ての地』（角川書店 1998年 のち文庫）
- 『ラ・ヴィタ・イタリアーナ』（集英社 1999年 のち文庫）
- 『葛橋』（角川書店 1999年 のち文庫）

### 2000年代
- 『神祭』（岩波書店 2000年 のち角川文庫）
- 『愛を笑いとばす女たち』（新潮社 2000年 のち文庫）
- 『13のエロチカ』（角川書店 2000年 のち文庫）
- 『イタリア・奇蹟と神秘の旅』（角川書店 2000年 「聖アントニオの舌」文庫）
- 『道祖土家の猿嫁』（講談社 2000年 のち文庫）
- 『愛と心の迷宮 イタリアと日本』（岩波書店 2001年）
- 『曼荼羅道』（文藝春秋 2001年 のち集英社文庫）
- 『夢の封印』（文藝春秋 2002年 のち文庫）
- 『わたし』（角川書店 2002年）-自伝小説
- 『善魂宿』（新潮社 2002年 のち文庫）
- 『快楽の封筒』（集英社 2003年 のち文庫）
- 『岐かれ路 春話二十六夜』（新潮社 2004年 のち文庫）
- 『月待ちの恋 春話二十六夜』（新潮社 2004年 のち文庫）
- 『梟首の島』（講談社 2005年 のち文庫）
- 『血と聖』（角川書店 2006年）
- 『異国の迷路』（JTBパブリッシング 2006年 のち新潮文庫）
- 『天唄歌い』（朝日新聞社 2006年 のち文庫）
- 『南洋の島語り タヒチからの手紙』（毎日新聞社 2006年）
- 『鬼に喰われた女 今昔千年物語』（集英社 2006年 のち文庫）
- 『パライゾの寺 天国』（文藝春秋 2007年）
- 『花の埋葬 24の夢想曲』（集英社文庫 2007年）
- 『傀儡』（集英社 2008年）のち文庫
- 『鬼神の狂乱』（幻冬舎 2008年）
- 『見知らぬ町』（岩波書店、2008年）
- 『「子猫殺し」を語る 生き物の生と死を幻想から現実へ』双風舎 2009

### 2010年代
- 『ブギウギ』（角川書店 2010年）のち文庫
- 『独立・土佐黒潮共和国 やっちゃれ、やっちゃれ!（文藝春秋 2010年）
- 『天狗小僧魔境異聞』（文藝春秋 2011年 「貌孕み」文庫）
- 『くちぬい』（集英社 2011年）のち文庫
- 『逢はなくもあやし』（集英社文庫・書き下ろし 2011年）
- 『朱鳥の陵』（集英社 2012年）のち文庫
- 『隠された刻(とき)』新潮社 2013
- 『眠る魚』集英社 2014
- 『瓜子姫の艶文』中央公論新社 2014